# Nyssiodes olgaria
Nyssiodes olgaria là một loài bướm đêm trong họ Geometridae.